# Camden (Illinois)
Camden es una villa ubicada en el condado de Schuyler en el estado estadounidense de Illinois. En el Censo de 2010 tenía una población de 86 habitantes y una densidad poblacional de 41,51 personas por km².

## Geografía
Camden se encuentra ubicada en las coordenadas 40°9′10″N 90°46′24″O / 40.15278, -90.77333. Según la Oficina del Censo de los Estados Unidos, Camden tiene una superficie total de 2.07 km², de la cual 2.07 km² corresponden a tierra firme y (0%) 0 km² es agua.

## Demografía
Según el censo de 2010, había 86 personas residiendo en Camden. La densidad de población era de 41,51 hab./km². De los 86 habitantes, Camden estaba compuesto por el 98.84% blancos, el 0% eran afroamericanos, el 1.16% eran amerindios, el 1.16% eran asiáticos, el 0% eran isleños del Pacífico, el 0% eran de otras razas y el 0% pertenecían a dos o más razas. Del total de la población el 0% eran hispanos o latinos de cualquier raza.